# Trichomorpha pilosella
Trichomorpha pilosella är en mångfotingart som beskrevs av Carl 1914. Trichomorpha pilosella ingår i släktet Trichomorpha och familjen Chelodesmidae. Inga underarter finns listade i Catalogue of Life.